# Xian de Yunyang
Le xian de Yunyang (云阳县 ; pinyin : Yúnyáng Xiàn) est une subdivision de la municipalité de Chongqing en Chine.
Une partie du xian, dont la ville de Yunyang, sera entièrement submergée par la mise en eau du barrage des Trois Gorges, ce qui imposera le relogement de plus de 100 000 personnes.

## Géographie
Sa superficie est de 3 649 km².

## Démographie
La population du district était de 1 246 978 habitants en 1999, et de 1 290 000 en 2005.